# Дробарки ударного дроблення

Рис. 1. Дробарка ударної дії

Дробарка ударного дроблення — дробарка для вибіркового дроблення. Внаслідок суттєвої вибірковості дроблення отримали назву дробарок вибіркової дії. Характерною особливістю дробарок вибіркової дії є суміщення операцій дроблення і грохочення або класифікації в одному апараті.
Дробарки ударної дії являють собою конічний грохот, по центру якого встановлений вал з молотками (Рис. 1). Частота обертання вала ωв і грохота ωг встановлюється в залежності від властивостей матеріалу, що дробиться. Матеріал (порода, дерево, метал), що не дробиться, йде в надрешітний продукт, дроблений — у підрешітний.
Дробарка встановлюється горизонтально, а рух матеріалу здійснюється за рахунок нахилу конічної поверхні грохота. Матеріал, зруйнований до крупності меншої розміру отворів просіювальної поверхні грохота, виділяється у підрешітний продукт, який при переробці вугілля вважається концентратом. У надрешітний продукт виділяються недроблені грудки породи і побічні предмети (метал, дерево). Розвантаження надрешітного продукту здійснюється на сході з конічного грохота.